# Eyecatch Junction
Eyecatch Junction (突風!ミニパト隊/アイキャッチジャンクション?, Toppuu! Minipato tai - Aikyacchi Jankushon, lett. "Raffica! Squadra Mini Pat - Eyecatch Junction") è un film del 1991 diretto da Takashi Miike.